# Pterodrilus missouriensis
Pterodrilus missouriensis är en ringmaskart som beskrevs av Holt 1968. Pterodrilus missouriensis ingår i släktet Pterodrilus och familjen Cambarincolidae. Inga underarter finns listade i Catalogue of Life.